# Portrait d'une noble Génoise
Portrait d'une noble Génoise est un tableau réalisé par le peintre flamand Antoine van Dyck vers 1622. De format vertical, cette huile sur toile est le portrait d'une dame âgée de la noblesse de Gênes, en Italie, où l'artiste vient à résider. Vêtue de noir, elle y figure assise devant une tenture rouge, à côté d'un vase de fleurs. Il s'agit sans doute de Luigia Cattaneo-Gentile, d'où le titre alternatif de la peinture, Portrait de Luigia Cattaneo-Gentile. Achetée en 1890, elle fait partie des collections du musée des Beaux-Arts de Strasbourg, à Strasbourg, dans le Bas-Rhin, en France.